# Jurinella fuscicornis
Jurinella fuscicornis är en tvåvingeart som beskrevs av Charles Howard Curran 1925. Jurinella fuscicornis ingår i släktet Jurinella och familjen parasitflugor. Inga underarter finns listade i Catalogue of Life.